# Władlen Tatarski
Władlen Tatarski, ros. Владлен Татарский, właśc. Maksim Jurjewicz Fomin, ros. Максим Юрьевич Фомин, ukr. Максим Юрійович Фомін (ur. 25 kwietnia 1982 w Makiejewce, zm. 2 kwietnia 2023 w Petersburgu) – rosyjski bloger i korespondent wojenny pochodzenia ukraińskiego.
Zginął 2 kwietnia 2023 roku w eksplozji w kawiarni w Petersburgu.

## Życiorys
Maksym Jurijewicz Fomin urodził się 25 kwietnia 1982 roku w Makiejewce w Ukraińskiej SRR.
W 2011 roku został skazany za napad na bank, jednak podczas wojny w Donbasie uciekł z więzienia i wstąpił do sił Donieckiej Republiki Ludowej (DRL). Został ułaskawiony przez Aleksandra Zacharczenko i otrzymał możliwość walki po stronie DRL w batalionie „Wostok”.
W 2017 roku rozpoczął bloga pod pseudonimem Władlen Tatarski. Pisał o wojnie w Donbasie.
Od 2019 roku do śmierci mieszkał w Moskwie.

## Śmierć
2 kwietnia 2023 roku w Petersburgu doszło do eksplozji w kawiarni, w której odbywało się wydarzenie, podczas którego miał przemawiać Tatarski. Eksplozja zrujnowała wnętrze kawiarni. Tatarski zginął na miejscu, a 32 inne osoby zostały ranne i przetransportowane do szpitali. Kilka rannych walczyło o życie. Moment eksplozji został uchwycony na nagraniu zarówno z wnętrza lokalu jak i z kamery przy skrzyżowaniu blisko miejsca detonacji bomby.
W związku z eksplozją aresztowana została Darja Trepowa. To ona miała wnieść do lokalu ładunek wybuchowy, ukryty w statuetce, będącej prezentem dla Tatarskiego.
3 kwietnia Tatarski został pośmiertnie odznaczony Orderem Męstwa.
Mężczyzna został pochowany 8 kwietnia 2023 roku na Cmentarzu Trojekurowskim w Moskwie.